# Xã Milford, Quận Pike, Pennsylvania
Xã Milford (tiếng Anh: Milford Township) là một xã thuộc quận Pike, tiểu bang Pennsylvania, Hoa Kỳ. Năm 2010, dân số của xã này là 1.530 người.